# Disneyland Park (París)
Disneyland Park o Parc Disneyland es un parque temático de The Walt Disney Company situado en el complejo Disneyland Paris. Es coordinado por Euro Disney S.C.A., y es uno de los dos parques pertenecientes al complejo de París, en Marne-la-Vallée, Francia. Abrió sus puertas el 12 de abril de 1992.
El parque temático originalmente fue llamado Euro Disneyland hasta el 1 de octubre de 1994 y Disneyland Paris hasta 2002, cuando adquirió su nombre actual de Disneyland Park (en francés: Parc Disneyland). El nombre Disneyland Paris, anteriormente utilizado para designar a la vez al parque y al complejo, ahora plantea un problema de confusión con el cambio de nombre del complejo de Disneyland Resort Paris a Disneyland Paris en mayo de 2009.
Su estructura está basada en la utilizada por primera vez en 1955 en Disneyland (Anaheim) y más tarde repetida en Magic Kingdom (Bay Lake), Tokyo Disneyland (Urayasu) y Hong Kong Disneyland (isla Lantau).
El parque ocupa una superficie de 57 hectáreas y es el más grande de los Parques Walt Disney del tipo Magic Kingdom.

## Dedicatoria
A todos los que llegan a este lugar, bienvenidos. Érase una vez... un gran cuentacuentos, Walt Disney, inspirado por los cuentos más queridos de Europa, usó sus propios dones especiales para compartirlos con el mundo. Imaginó un reino mágico donde todas estas historias cobrarían vida, y lo llamó Disneyland.
Ahora su sueño vuelve a tierra que lo inspiró. Euro Disneyland está dedicado a los jóvenes de corazón... con la esperanza de que sea una fuente de alegría y de inspiración para todo el mundo.
Michael D. Eisner, 11 de abril de 1991.

## Historia
Para que el parque se transformase en el cuarto basado en la idea original creada en Anaheim, California, se realizaron varias modificaciones en el concepto y el diseño del parque. Entre estos cambios figura una variación en el nombre del área de Tomorrowland, que fue renombrada "Discoveryland", dándole al área un tema retrofuturista. Otros elementos que fueron alterados fueron por ejemplo, La Mansión Embrujada llamada Phantom Manor y Space Mountain. La ubicación del parque en Europa también tuvo sus desafíos. Por ejemplo, los diseñadores declararon que el castillo de la bella durmiente (Sleeping Beauty Castle) tuvo que ser muy retocado ya que se encontraba en un continente que posee gran cantidad de castillos.
Se realizaron varias modificaciones para proteger al parque del clima parisino. Se construyeron varios caminos cubiertos y Michael Eisner pidió la instalación de 35 chimeneas en hoteles y restaurantes: "la gente se divierte en el mundo de Disney con humedad, frío y calor, y merece disfrutar el paseo por el parque" declaró Eisner. "Cuando llueva, caminarán por los pasillos y parecerá que no, y cuando haga frío, disfrutaran de las chimeneas".
En el parque, como el resto del complejo, costó bastante resolver algunas dificultades financieras. Esto dio lugar a un cambio de imagen en el cual la palabra "Euro" fue eliminada de varios nombres, incluyendo Euro Disneyland.

## Áreas temáticas
El parque tiene 40 atracciones repartidas en cinco tierras, lands en inglés.
La red de trenes Disneyland Railroad (DLRR), anteriormente llamada Euro Disneyland Railroad (EDLRR), funciona desde 1992 recorriendo todo el perímetro del parque, deteniéndose en las estaciones de Main Street, U.S.A.; Frontierland; Fantasyland y Discoveryland.

### Main Street, U.S.A
Artículo principal: Main Street, U.S.A.

#### Atracciones
- Discovery Arcade
- Disneyland Railroad
- Horse-Drawn Streetcars
- Liberty Arcade
- Main Street Vehicles

#### Restaurantes
- Cable Car Bake Shop (snacks)
- Casey’s Corner (cocina norteamericana)
- Cookie Kitchen (snacks)
- Market House Deli (snacks)
- Plaza Gardens Restaurant (cocina internacional)
- The Coffee Grinder (snacks)
- The Gibson Girl Ice Cream Parlour (helados)
- The Ice Cream Company (helados)
- Walt’s – an American restaurant (cocina refinada)

### Frontierland
Artículo principal: Frontierland

#### Atracciones
- Big Thunder Mountain
- Frontierland Playground
- Phantom Manor
- Rustler Roundup Shootin' Gallery
- Thunder Mesa Riverboat Landing

#### Restaurantes
- Cowboy Cookout Barbecue (cocina Tex-Mex norteamericana)
- Fuente del Oro Restaurante (cocina Tex-Mex norteamericana)
- Last Chance Cafe (cocina Tex-Mex norteamericana)
- Silver Spur Steakhouse (carnes a la brasa)
- The Lucky Nugget Saloon (cocina Tex-Mex norteamericana)

### Adventureland
Artículo principal: Adventureland

#### Atracciones
- Adventure Isle
- Indiana Jones and the Temple of Peril
- La Cabane des Robinson
- Le Passage Enchanté d'Aladdin
- Pirate Galleon
- Pirates' Beach
- Pirates of the Caribbean

#### Restaurantes
- Captain Jack’s Pirate- Restaurant des Pirates (cocina exótica)
- Colonel Hathi’s Pizza Outpost (cocina italiana tradicional)
- Restaurant Agrabah Café (cocina oriental)
- Restaurant Hakuna Matata (cocina internacional)

### Fantasyland
Artículo principal: Fantasyland

#### Atracciones
- Alice's Curious laberinto
- Blanche-Neige et les Sept Nains
- Casey Jr. – le Petit Train du Cirque
- Dumbo the Flying Elephant
- 'it's a small world'
- La Galerie de la Belle au Bois Dormant
- La Tanière du Dragon
- Le Carrousel de Lancelot
- Le Pays des Contes de Fées
- Les Voyages de Pinocchio
- Mad Hatter's Tea Cups
- Meet Mickey Mouse
- Peter Pan's Flight
- Princess Pavilion
- Sleeping Beauty Castle

#### Restaurantes
- Au Chalet de la Marionnette (comida rápida)
- Auberge de Cendrillon (cocina refinada)
- Fantasia Gelati (helados)
- Pizzeria Bella Notte (cocina italiana tradicional)
- Toad Hall Restaurant (fish and chips)

### Discoveryland

#### Atracciones
- Autopia
- Buzz Lightyear Laser Blast
- Les Mystères du Nautilus
- Mickey’s PhilharMagic
- Orbitron
- Star Wars Hyperspace Mountain
- Star Tours: La Aventura continúa
- Te damos la bienvenida a Starport: Un encuentro Star Wars

#### Restaurantes
- Café Hyperion (comida rápida)

## Curiosidades
- Los accionistas de Euro Disney S.C.A. tienen acceso al salón privado del parque (Salón Mickey) y pueden acceder gratis en cualquier momento. Además, con su pase Actionaires, obtienen importantes descuentos en restaurantes, tiendas y demás servicios.
- En la serie televisiva Los Simpson se incluyen varios comentarios sobre Euro Disney y Disneyland en el episodio 107, Rascapiquilandia.
- En un episodio de Warner Bros, en la historieta Frankzoid, el personaje principal entra en escena en el año 1941 y los japoneses se acercan para atacar a Pearl Harbor. Viaja al pasado y, cuando vuelve al presente, encuentra que el mundo es un lugar mejor y lee en el periódico que la gente asiste mucho a Euro Disney.